# Ciclopentenone
Il 2-ciclopentenone (nome sistematico 2-ciclopenten-1-one), anche se a volte viene chiamato semplicemente ciclopentenone, è un composto organico di formula C5H6O. Nella sua molecola è presente un anello pentaatomico contenente due gruppi funzionali: un doppio legame e un carbonile esociclico, tra loro coniugati. È quindi chetone ciclico α,β-insaturo e come tale fa parte della più ampia categoria degli enoni. Tra gli enoni ciclici ha come isomero il 3-ciclopentenone che, avendo il doppio legame non coniugato, ha una reattività alquanto differente.
A temperatura ambiente il 2-ciclopentenone si presenta come un liquido incolore, ma a volte descritto come giallo pallido, molto solubile in alcool ed etere, ma quasi insolubile in acqua; a 15 °C ha densità 0,989 g/mL e un indice di rifrazione di 1,4629; il liquido è irritante e infiammabile (punto di fiamma 42 °C) e bolle a 136 °C. È riportato essere solubile anche in cloroformio e metanolo, con un coefficiente di ripartizione 1-ottanolo/acqua (LogP) stimato di -0,114.

## Derivati prostaglandinici del ciclopentenone
Il (cyPG) è un tipo di prostaglandina, derivata da metabolismo della PGD, che regola la risoluzione dei processi dell'infiammazione e altri processi.
Si ritiene che esso agisca come antinfiammatorio inibendo l'attivazione di NF-κB, un fattore di trascrizione nella riproduzione delle cellule.
La prostaglandina ciclopentenone conosciuta come D15-PGJ2 ha dimostrato di inibire un gene attivatore delle cellule T attivo nel processo infiammatorio, come in diverse malattie autoimmuni.
Altra prostaglandina nota è la: (Delta)12-PGJ3 che pare possieda proprietà antileucemiche.